# Kirby Cane
Kirby Cane è un villaggio e parrocchia civile dell'Inghilterra, appartenente alla contea del Norfolk.